# Rainforest Rescue
Rainforest Rescue (nombre propio que se traduciría al español por Rescate de la Selva) es una organización australiana sin ánimo de lucro que desde 1998 ha estado protegiendo y restaurando selvas en Australia y otros países. Su propósito es restablecer las selvas tropicales mediante programas de plantado, mantenimiento y restauración, así como la compra, protección y preservación de la biodiversidad de selvas de alto valor ecológico.
Está registrada en la Comisión Australiana de Organizaciones Caritativas y sin Ánimo de Lucro (ACNC por sus siglas en inglés) como organización de mediano tamaño con unos ingresos entre 250 000 y 999 999 dólares australianos.